# Antongo Vaovao
Antongo Vaovao is een plaats en commune in het zuiden van Madagaskar, behorend tot het district Morombe, dat gelegen is in de regio Atsimo-Andrefana. Tijdens een volkstelling in 2001 telde de plaats 6.720 inwoners.
De plaats biedt alleen lager onderwijs aan. 70% van de bevolking werkt als landbouwer, 10% houdt zich bezig met veeteelt en 15% verdient zijn brood als visser. Het belangrijkste landbouwproduct is limabonen; andere belangrijke producten zijn mais, zoete aardappelen en cowpeas. Verder is 5% actief in de dienstensector.